# 赫里姆鎮區 (明尼蘇達州羅索縣)
赫里姆鎮區（英語：Hereim Township）是位於美國明尼蘇達州羅索縣的一個行政鎮區。

## 地方資料
赫里姆鎮區的面積為85.79平方千米，皆為陸地。根據2020年美國人口普查的數據，當地共有人口227人，而人口密度為每平方千米2.65人。